# Orecchioni (pasta)
Gli orecchioni (urciôn in romagnolo) sono un tipo di pasta fresca a forma di mezzaluna o triangolo, ripieni principalmente di formaggi ed erbe. Sono tipici della Romagna, in particolare delle province di Forlì-Cesena e Ravenna, dove tradizionalmente sono serviti come primo piatto nei giorni di festa. Il nome deriva dalla particolare forma, che ricorda quella di un orecchio.

## Preparazione

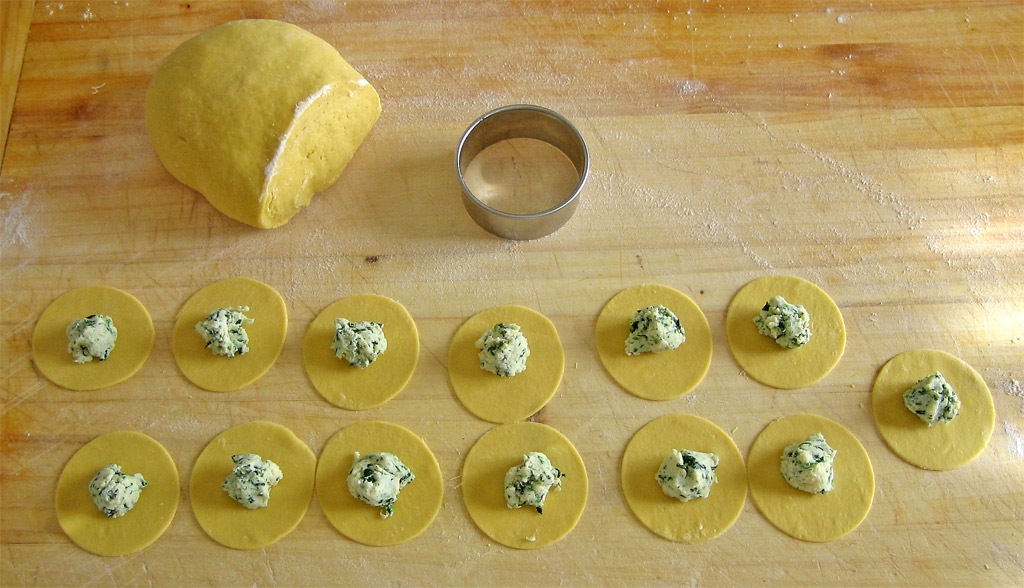
Preparazione degli orecchioni: è visibile l'utensile per tagliare la sfoglia in cerchi

Sono ricavati da cerchi, o più raramente quadri, di sfoglia, preparata con uova e farina. Questi vengono riempiti e ripiegati, se cerchi a mezzaluna, se quadrati a triangolo.
Il ripieno è di ricotta e parmigiano con prezzemolo e noce moscata; talvolta si usano ricotta o squaquerone con spinaci o foglie di ortica.
Il condimento tradizionale è il ragù, oppure burro e salvia con parmigiano grattugiato.